# Carlos Silva Vildósola
Carlos Silva Vildósola (Chiguaihue, Ercilla, 8 de noviembre de 1870-22 de diciembre de 1939) fue un diplomático, bombero, periodista y escritor chileno, considerado como uno de los padres del periodismo moderno de este país.
Fue uno de los principales colaboradores de Agustín Edwards Mac Clure (1878-1941) en El Mercurio de Santiago, desde 1902, año en que volvió a Chile luego de desempeñarse durante 2 años como secretario de la embajada de Chile en Londres. Ya durante ese período, Silva Vildósola había trabajado como corresponsal de El Mercurio en la capital británica y, anteriormente, en la redacción de El Chileno.

## Biografía
Nació el 4 de noviembre de 1870 en Chihuaigue, un fuerte de la frontera sur del Chile decimonónico, donde su padre desempeñaba funciones militares. Su infancia se desarrolló en Chillán y Concepción hasta que viajó a Santiago para estudiar bajo la tutela de los jesuitas en la Academia Tomás de Aquino del Colegio San Ignacio y en el Instituto Nacional, lugar en que fue discípulo de Diego Barros Arana. Más tarde ingresó a la carrera de Leyes, pero interrumpió sus estudios para dedicarse al periodismo.
En 1888 realizó su primer trabajo periodístico impreso. Se inició profesionalmente en 1892 en el diario El País de Concepción. Dos años más tarde, en 1894, trabajó en el popular diario santiaguino El Chileno junto a su amigo Joaquín Díaz Garcés. Esta etapa fue clave en la definición de su estilo personal pues, orientado hacia un público amplio y modesto, buscó formas de expresión sencillas que captaran el lenguaje cotidiano de sus lectores. Además, publicó sus dos novelas en las páginas de dicho diario. En la misma época cumplió funciones de redactor de las sesiones parlamentarias para el periódico conservador El Porvenir.
En 1900 obtuvo el cargo de Segundo Secretario de la Legación de Chile en Londres, y emprendió su primer viaje a Europa. Regresó a Chile en 1902 invitado por Agustín Edwards Mac-Clure para trabajar en El Mercurio, periódico del cual fue director en dos oportunidades, desde 1908 a 1911 y desde 1920 a 1931 y donde actuó como agente decisivo en el desarrollo del periodismo moderno en Chile contribuyendo con ideas innovadoras acerca del oficio y un espíritu crítico a la labor noticiosa.
Al término de su primer periodo como director de El Mercurio viajó nuevamente a Europa, esta vez junto a su esposa Amelia Pastor. La distancia con su país natal no le impidió continuar su trabajo periodístico y al estallar la Primera Guerra Mundial se ofreció como corresponsal y mantuvo informados a los chilenos de la situación que se vivía en Alemania, Suiza, Francia, Bélgica, Polonia, Rusia, Inglaterra y España.
Caracterizado por Raúl Silva Castro como un católico fervoroso, dedicó parte de su obra a temas religiosos, así como dictó conferencias acerca de sus lecturas de la Biblia en la Pontificia Universidad Católica y publicó artículos en la revista Estudios.
Fue miembro del Comité Olímpico Internacional entre 1920 y 1922, y de la Academia Chilena de la Lengua, a la que se incorporó el 30 de diciembre de 1931 con un discurso acerca del periodismo chileno y de Ramón A. Laval Alvear, su antecesor en el sillón número doce, el cual también han ocupado Domingo Santa María, Enrique Matta Vial, Rodolfo Oroz Scheibe y Humberto Giannini Íñiguez.
Carlos Silva Vildósola dedicó alrededor de cincuenta años de su vida al cultivo del periodismo y participó en numerosos medios del país entre los que se cuentan las revistas Zig-Zag, Selecta, Pacífico Magazine, Atenea y el diario Las Últimas Noticias hasta el día de su muerte en diciembre de 1939.